# Cuchilla Negra
Die Cuchilla Negra ist eine Hügelkette in Uruguay.
Sie ist Teil der Cuchilla de Haedo und befindet sich auf dem Gebiet der Departamentos Rivera und Artigas im Norden Uruguays sowie im Süden Brasiliens. Die Cuchilla Negra steigt als markante Schichtstufe aus der innerhalb Uruguays gelegenen 42.000 km² großen Trappdecke bis auf Höhen von 300 bis 400 Meter an. Vereinzelt haben sich durch Erosion einzeln stehende oder in Reihe angeordnete Berge (Cerros) herausgebildet. Während die Cuchilla nach Osten hin durch steile Abhänge endet, geht sie im Westen sanft in die Landschaft über.